# Eumélosz (történetíró)
Eumélosz (görög Εύμηλος, latinosan Eumelus, i. e. 3. sz. első fele) görög történetíró. Diogenész Laertiosz említi a Jeles filozófusok élete és nézetei c. munkájában (V. könyv. 1. fej. „Arisztotelész”) mint forrást. Nem ismert, hogy más ókori szerző említené, bár lehetséges, hogy Alexandriai Kelemen egy megjegyzése („Amit Hésziodosz írt, azt a történetíró Eumélosz és Akuszilaosz tették prózába, és adták ki sajátjukként”) rá vonatkozik. Eumélosz Laertiosz által hivatkozott munkájának címe „Történetek” v. hasonló volt; semmi egyebet nem tudni személyéről. Arisztotelész-életrajza több tévedést tartalmaz (pl. hogy a filozófus megmérgezte magát, illetve kronológiai hibákat), ezeket Diogenész Laertiosz helyesbítette.